# Didelphis virginiana
L'opossum della Virginia (Didelphis virginiana Kerr, 1792) è un mammifero marsupiale della famiglia Didelphidae.

## Descrizione

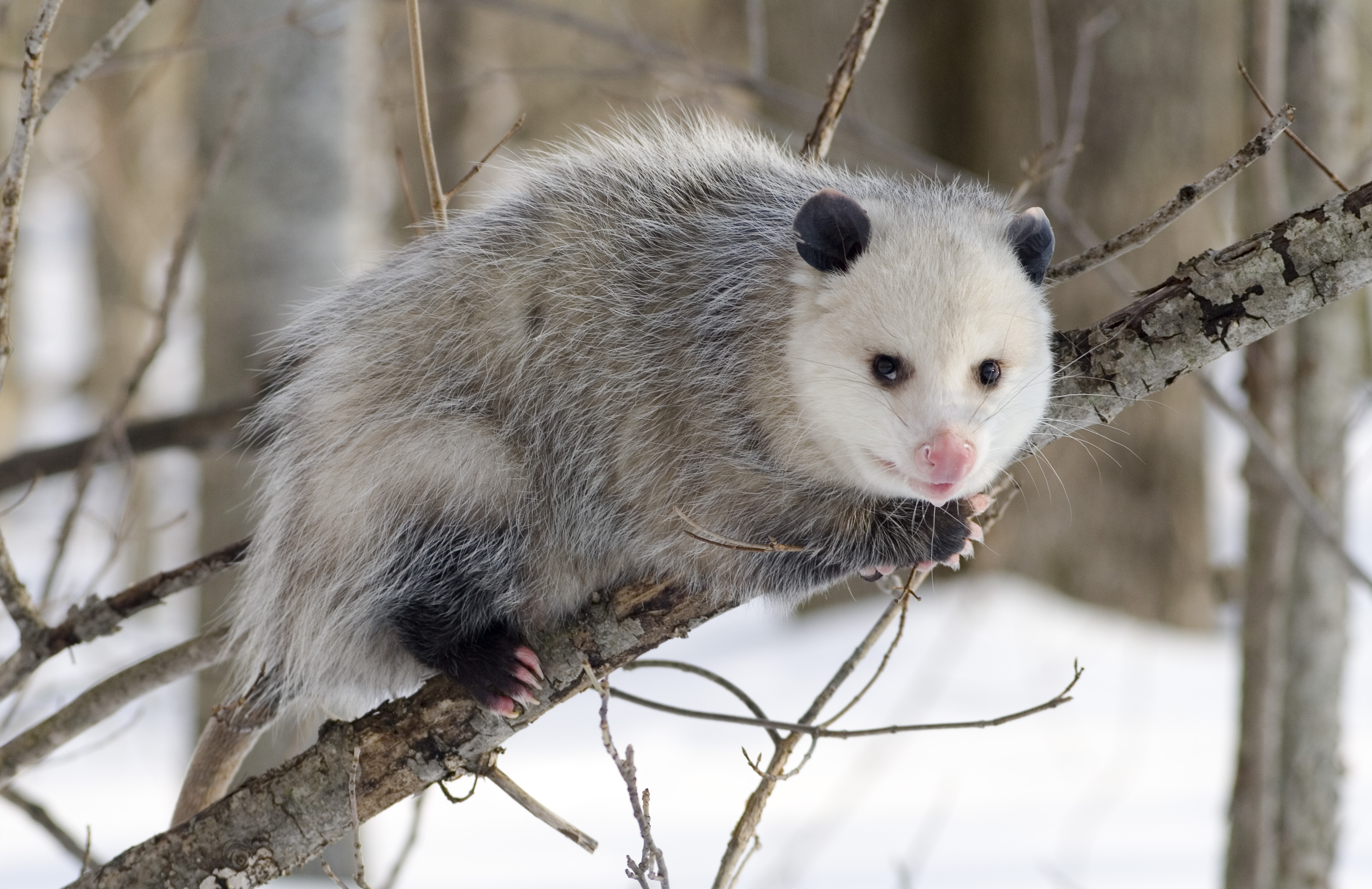
Opossum della Virginia con mantello invernale

Lungo dai 38 ai 51 centimetri e con un peso che si aggira tra i 6 e i 9 chili, l'opossum della Virginia è il più grande tra i didelphidae. La pelliccia è prevalentemente grigiastra, tranne sulla faccia che è bianca. Gli opossum della Virginia sono forniti di una lunga coda prensile priva di peli che può essere utilizzata per appendersi ai rami o trasportare piccoli oggetti. Le orecchie sono grandi e senza peli e il naso è lungo e schiacciato, di colore rosa. Le zampe sono dotate di unghie chiare e cuscinetti plantari scuri. Gli opossum hanno 50 denti e pollici opponibili.

## Distribuzione e habitat
È l'unico marsupiale che si può trovare in America del Nord (se non si considera, come si dovrebbe, America del Nord tutto ciò che è a settentrione dell'istmo di Panama).
È diffuso in America Centrale, in Messico e in America del Nord, fino al sud del Canada. Inoltre, sembra che si stia espandendo sempre più a nord. È stato introdotto in California nel 1910 e ora si è diffuso in tutta la costa pacifica.
I suoi antenati erano originari del Sud America ma si espansero in Nord America con il grande scambio americano, circa tre milioni di anni fa, in seguito alla formazione dell'Istmo di Panama.

## Biologia
Gli opossum, come molti marsupiali, hanno un ciclo vitale piuttosto breve a causa delle loro dimensioni e del loro tasso metabolico. Gli opossum della Virginia allo stato brado vivono al massimo un paio d'anni, mentre in cattività possono raggiungere i quattro anni di vita. Sono animali notturni e durante l'inverno, sebbene non vadano in letargo, si rintanano in luoghi riparati.

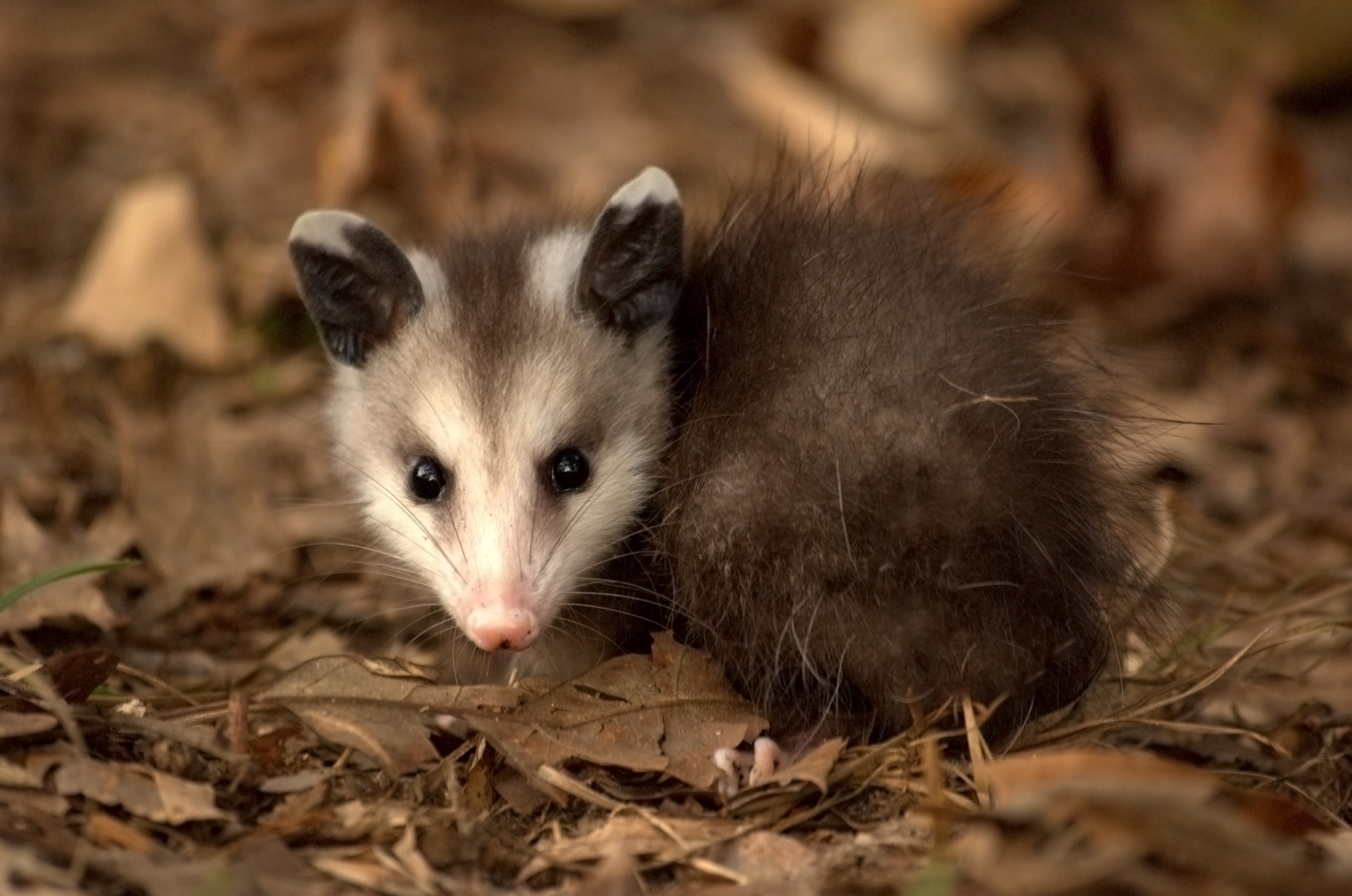
Un giovane esemplare accucciato in un mucchio di foglie di Quercus.

Sebbene sia un animale molto diffuso e adattabile, l'opossum della Virginia possiede il quoziente di encefalizzazione più basso tra tutti i marsupiali. Nonostante la dimensione del cervello però, dai test effettuati in laboratorio risulta che la loro intelligenza è superiore a quella del cane, e più o meno pari a quella dei maiali.
Gli opossum sono altamente resistenti al veleno di serpente e alla rabbia.

### Comportamento
L'opossum della Virginia è noto per la sua abitudine di fingersi morto in caso di pericolo. Questo comportamento è detto tanatosi. Nel caso dell'opossum questa sembra essere una reazione involontaria attivata da un momento di intensa paura. Non dovrebbe essere scambiata per un comportamento docile perché in caso di estrema necessità questi animali rispondono ferocemente, sibilando, stridendo e mostrando i denti. Con un'intensa stimolazione, l'opossum può entrare in uno stato che si avvicina al coma e che può durare fino a quattro ore. Esso cade infatti su un lato con bocca e occhi spalancati e lingua penzoloni, emettendo un liquido verde e maleodorante dall'ano. Questo solitamente scoraggia la maggior parte dei predatori.

### Alimentazione
Gli opossum sono onnivori e si nutrono di una grande varietà di vegetali e animali, come frutta, insetti e altri piccoli animali. I frutti del loto americano (Diospyros virginiana) sono uno dei cibi preferiti degli opossum durante l'autunno. Gli opossum in cattività possono commettere atti di cannibalismo, sebbene questa pratica in natura sia poco comune.

### Relazioni con l'uomo

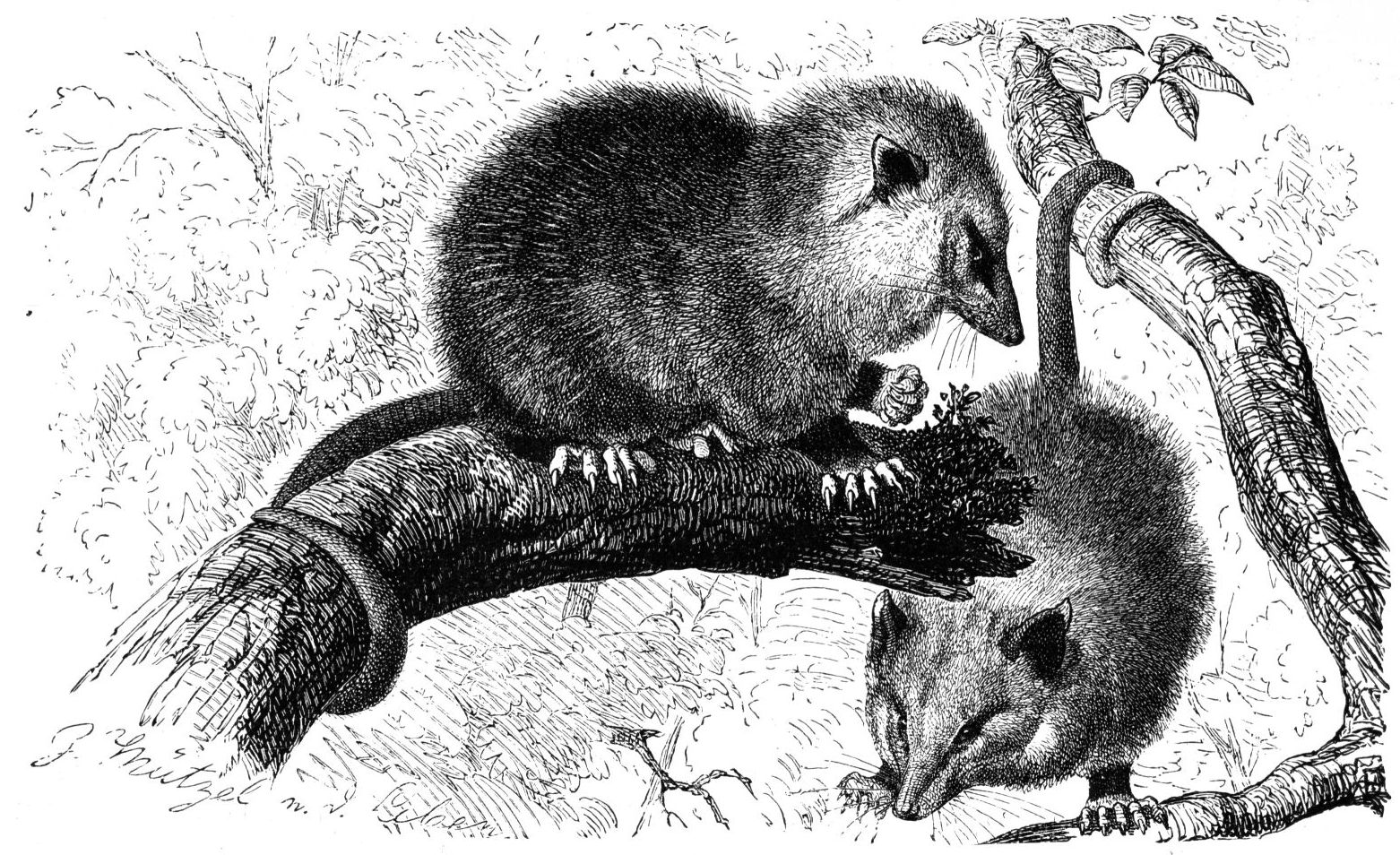
Un disegno di Opossum della Virginia

Come i procioni, gli opossum della Virginia si avventurano spesso in città e li si nota rovistare nei bidoni della spazzatura o ai lati delle strade in cerca di cibo per animali, frutta o avanzi. Spesso rimangono vittima degli automobilisti. Per questa loro abitudine alcuni spesso li scambiano per ratti, sebbene gli opossum non siano affatto roditori. Raramente questi animali trasmettono malattie all'uomo e sono incredibilmente resistenti alla rabbia grazie alla loro temperatura corporea più bassa rispetto agli altri mammiferi placentati.
Sebbene sia diffuso in tutto il paese, l'usanza folcloristica di utilizzare questo animale come prodotto alimentare lo legano soprattutto al sud-est degli Stati Uniti. In animazione spesso rappresenta personaggi incivili o selvaggi. Il personaggio principale di Pogo, una striscia a fumetti di Walt Kelly, è un opossum. Nel tentativo di creare un'altra icona come l'orsacchiotto di peluche, il presidente degli Stati Uniti William Howard Taft fu legato alla figura di Billy Possum. Il personaggio non riscosse il successo sperato poiché la percezione che il pubblico aveva degli opossum ne causò il fallimento.

### Riproduzione
L'opossum della Virginia è uno dei pochi mammiferi ad avere un numero dispari di mammelle (se ne contano 13).

## Etimologia
Questo animale è stato il primo a essere chiamato opossum. Tale parola deriva, infatti, dalla lingua algonchina parlata dai nativi americani. Colloquialmente nella lingua inglese, l'Opossum della Virginia è chiamato Possum. Il nome "opossum" indica generalmente qualsiasi animale appartenente alla famiglia dei didelfidi.
I possum dell'Australia, il cui nome deriva dalla somiglianza con l'opossum della Virginia, sono anch'essi marsupiali, ma appartenenti all'ordine diprotodontia.